# Rib Mountain (hrabstwo Marathon)
Rib Mountain – jednostka osadnicza w Stanach Zjednoczonych, w stanie Wisconsin, w hrabstwie Marathon.